# Jason Pearce
Pour les articles homonymes, voir Pearce.
Jason Pearce, né le 6 décembre 1987 à Hillingdon (Londres), est un footballeur anglais qui évolue au poste de défenseur.

## Biographie
Le 4 août 2016, il s'engage avec Charlton Athletic  pour 3 saisons. 

## Palmarès
Wigan Athletic
- Champion d'Angleterre de D3 en 2016